# خوسيه هوراسيو غوميز
خوسيه هوراسيو غوميز (بالإسبانية: José Horacio Gómez)‏ هو كاهن كاثوليكي أمريكي ومكسيكي، ولد في 26 ديسمبر 1951 في مونتيري في المكسيك.

## وصلات خارجية
- خوسيه هوراسيو غوميز على موقع إن إن دي بي (الإنجليزية)